# Парламентские выборы в Доминике (1995)
Парламентские выборы в Доминике прошли 12 июня 1995 года для избрания 21 представителя Палаты собраний Доминики. В результате, хотя Доминикская партия свободы получила наибольшее число голосов, большинство в парламенте обеспечила себе Объединённая рабочая партия, которая получила 11 из 21 места Палаты собраний. Явка избирателей составила 65,2 %, наименьший показатель с момента введения всеобщего избирательного права в 1951 году.

## Результаты
| Партия                         | Партия                           | Голоса | %    | Места | +/-   |
| ------------------------------ | -------------------------------- | ------ | ---- | ----- | ----- |
|                                | Доминикская партия свободы       | 13 317 | 35,8 | 5     | -6    |
|                                | Объединённая рабочая партия      | 12 777 | 34,4 | 11    | +5    |
|                                | Доминикская лейбористская партия | 11 064 | 29,8 | 5     | +1    |
|                                | Независимые                      | 29     | 0,1  | 0     | новая |
| Недействительные/пустые бланки | Недействительные/пустые бланки   | 376    | -    | -     | -     |
| Всего                          | Всего                            | 37 563 | 100  | 21    | 0     |
| Источники: Nohlen              |                                  |        |      |       |       |